# Liste der Kulturdenkmäler in Alsbach (Westerwald)
In der Liste der Kulturdenkmäler in Alsbach sind alle Kulturdenkmäler der rheinland-pfälzischen Ortsgemeinde Alsbach aufgeführt. Grundlage ist die Denkmalliste des Landes Rheinland-Pfalz (Stand: 21. Dezember 2021).

## Einzeldenkmäler
| Bezeichnung              | Lage                       | Baujahr                            | Beschreibung                                                                                            | Bild                           |
| ------------------------ | -------------------------- | ---------------------------------- | --- | ------------------------------ |
| Brunnen                  | Burgstraße, bei Nr. 1 Lage | zweite Hälfte des 19. Jahrhunderts | gusseiserner Laufbrunnen, zweite Hälfte des 19. Jahrhunderts; daneben älteres, steinernes Brunnenbecken | weitere Bilder Fotos hochladen |
| Evangelische Pfarrkirche | Hauptstraße Lage           |                                    | romanischer Turm, 1750 erhöht, neuromanisches Schiff, 1853/54                                           | weitere Bilder Fotos hochladen |
| Wohnhaus                 | Hauptstraße 17 Lage        | 18. Jahrhundert                    | Fachwerkhaus, teilweise massiv, 18. Jahrhundert                                                         | BW                             |
| Wohnhaus                 | Hauptstraße 31 Lage        | um 1900                            | Bruchsteinbau, um 1900                                                                                  | Fotos hochladen                |
| Wohnhaus                 | Hauptstraße 33 Lage        | 18. Jahrhundert                    | Fachwerkhaus, teilweise verkleidet, eventuell noch aus dem 18. Jahrhundert                              | Fotos hochladen                |
| Wohnhaus                 | Hauptstraße 45 Lage        | 18. Jahrhundert                    | Fachwerk-Wohnhaus, teilweise massiv und verkleidet, 18. Jahrhundert                                     | Fotos hochladen                |